# Stemma del Distretto di Columbia

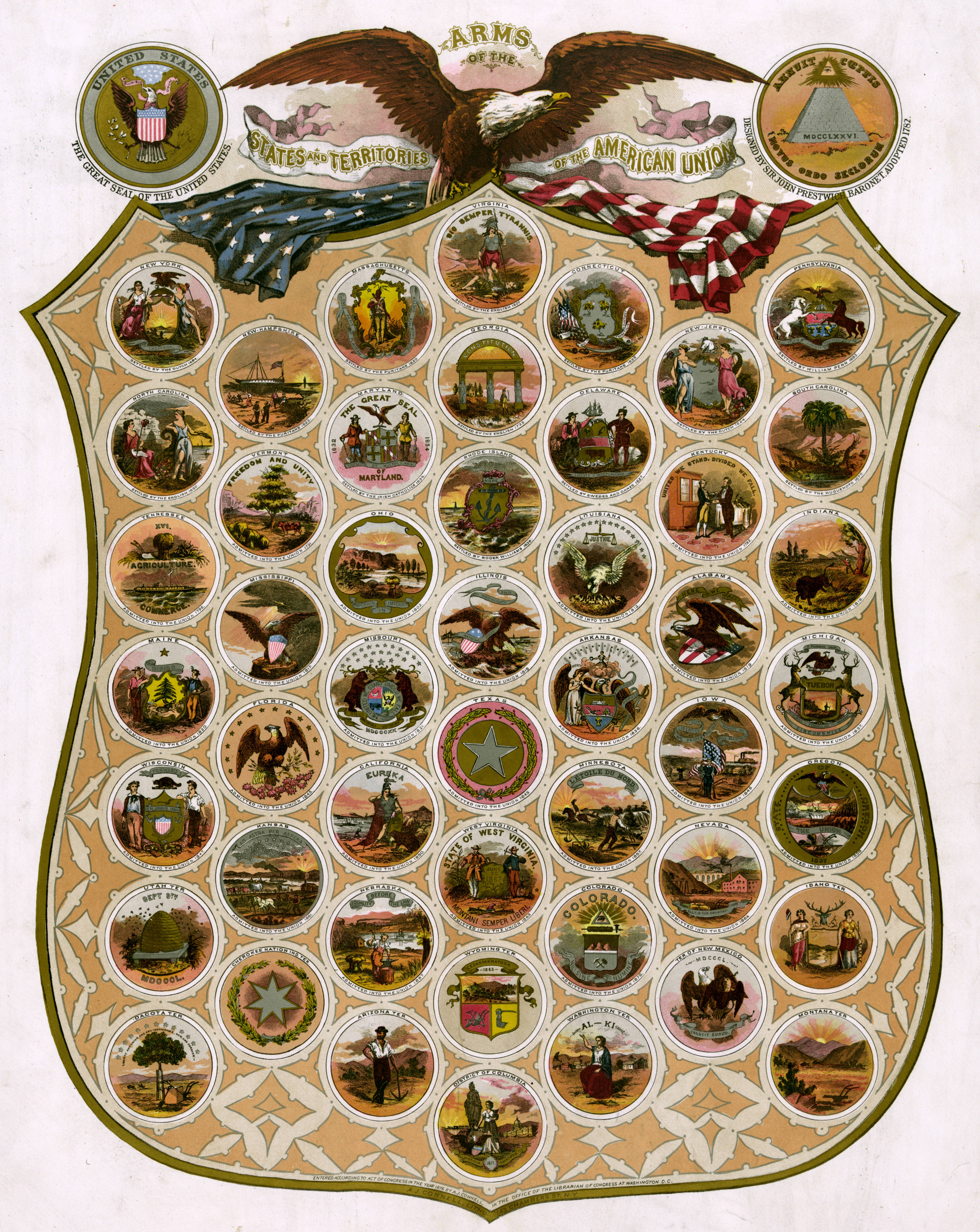
Questa collezione di stemmi fu registrata alla Biblioteca del Congresso nel 1876. Se ingrandita, si può notare una differenza tra i sigilli del Distretto di Columbia: lo spazio ora occupato da George Washington è tenuto dalla Statua della Libertà.

Il sigillo del Distretto di Columbia mostra la Giustizia, tenente una ghirlanda, di fronte a George Washington; il motto del Distretto di Columbia è "Justitia Omnibus" (latino per Giustizia per Tutti); sul sigillo vi è anche la data 1871, che indica l'anno dell'ultimo District of Columbia Organic Act, legge nella quale si organizza lo stato nella sua forma attuale. Sullo sfondo il Campidoglio a destra, mentre a sinistra è presente un treno a vapore lungo un viadotto davanti al sole nascente.